# Vinax
Vinax – miejscowość i gmina we Francji, w regionie Nowa Akwitania, w departamencie Charente-Maritime.
Według danych na rok 1990 gminę zamieszkiwało 58 osób, a gęstość zaludnienia wynosiła 6 osób/km² (wśród 1467 gmin regionu Poitou-Charentes Vinax plasuje się na 916. miejscu pod względem liczby ludności, natomiast pod względem powierzchni na miejscu 846.).